# إميل هاشا
إميل دومينيك جوزيف هاشا (12 يوليو 1872 - 27 يونيو 1945) (بالتشيكية: Emil Dominik Josef Hácha) محامي تشيكي، والرئيس الثالث لتشيكوسلوفاكيا من 1938 إلى 1939.
منذ مارس 1939، كانت بلاده تحت سيطرة الألمان وكانت تُعرف باسم محمية بوهيميا ومورافيا.

## روابط خارجية
- إميل هاشا على موقع الموسوعة البريطانية (الإنجليزية)
- إميل هاشا على موقع مونزينجر (الألمانية)